# Паїсій Понятовський
Паїсій Понятовський (в миру Петро Понятовський, при народженні Михайлов; 1800, слобода Мокашевка, Новохоперський повіт, Воронезька губернія — 1879, Густинський монастир, Полтавська губернія) — архімандрит Відомства православного віросповідання Російської імперії. Намісник Густинського монастиря в Полтавській єпархії (1859 — 1879). 

## Життєпис
Народився в жовтні 1800 в слободі Мокашевка Новохоперського повіту в родині диякона Луки Михайлова. 
У парафіяльному училищі для дітей духовного звання в Новохоперську отримав прізвище Понятовський. Навчався у воронезьких духовних училищі і семінарії.  
У 1827 закінчив Київську духовну академію — 6-м магістрантом III курсу  і отримав направлення в Нижегородську духовну семінарію на посаду викладача словесності і французької мови; був з 1828 — професором, з 1842 — інспектором (до 1846 обіймав посаду, а потім був дійсним інспектором) і в 1857—1858 — ректором. Крім цього, керував Оранським (з 1852) і Благовіщенським монастирями. 
У шлюбі мав п'ятьох дітей. Овдовівши, у 1847 прийняв чернецтво з ім'ям Паїсій.  
У 1851 возведений у сан ігумена, у 1852 — архімандрита.  
Більше 20 років працював у нижньогородській семінарії бібліотекарем (1831—1852). 
Після відвідин нижньогородської семінарії імператором Олександром II, 21 серпня 1858 року архімандрит Паїсій «був усунутий з посади, а незабаром і зовсім звільнений від духовно-навчальної служби»  .  
У 1859 призначений намісником Густинського монастиря в Полтавській єпархії, де і помер 25 червня 1879. 